# Soeverein Onafhankelijke Pioniers Nederland
Soeverein Onafhankelijke Pioniers Nederland (SOPN) was een Nederlandse politieke partij die deelnam aan de Tweede Kamerverkiezingen van 12 september 2012. Er werden geen zetels behaald.

## Campagne 2012
Een week voor de val van het kabinet-Rutte I in april 2012, schreef de partij zich in in het kiesregister. De letters SOPN staan ook voor de vier pijlers van de partij: Samenhang, Openheid, Participatie en Natuurzuiverheid.
Onder het motto 'Een meerderheid van de Nederlanders kan achter ons partijprogramma staan' werd een lijst van 76 kandidaten opgesteld, precies genoeg om een meerderheid van de 150 Tweede Kamerzetels te kunnen bezetten. Omdat een nieuwe partij slechts een lijst van 50 kandidaten mag hebben, kregen de kiezers in de verschillende kieskringen verschillende deelverzamelingen uit de groep van 76 kandidaten voorgeschoteld. De SOPN kreeg Lijst 19 toebedeeld en deed mee in alle kieskringen, behalve Caribisch Nederland. Uiteindelijk kreeg de partij 12982 stemmen, een vijfde van wat nodig was voor één zetel.

## Geschiedenis

### Oprichting
Oprichter van de SOPN is Anton Teuben (Groningen, 26 augustus 1949) uit Soest. De SOPN werd in 2000 opgericht als Soeverein Onafhankelijk Persbureau Nederland en in 2011 veranderd naar een participatiebeweging, zoals ze het zelf noemen. In april 2012 had de SOPN te maken met een afsplitsing. Op de lijst van 76 kandidaten kreeg Teuben plaats 38 toebedeeld, precies halverwege. Met 251 voorkeurstemmen werd hij derde van de SOPN-kandidaten qua stemmenaantal. Ook was hij partijvoorzitter en is hij te beluisteren op de internetzender SOPN-radio. Teuben meent dat zijn partij niet spiritueel is.

### Opheffing
Aan de verkiezing van 2017 deden ze niet meer mee.

## Standpunten

### Manifest
Uitgangspunt voor de SOPN is Artikel 1 van de Nederlandse Grondwet, zoals dit volgens de SOPN oorspronkelijk werd bedoeld. De universele rechten van de mens zijn de basis voor een respectvolle samenleving waar wij voor staan.
De kernpunten van het partijprogramma zijn:
- een onvoorwaardelijk basisinkomen voor iedere Nederlander
- maximale burgerparticipatie in het openbaar bestuur
- volledige openheid over alles in het publieke domein
- respectvolle tolerantie voor alle zienswijzen op alle terreinen
- liberalisering van zorg en onderwijs
- belastinggelijkheid voor particulieren en bedrijven
- monetaire stabiliteit via waardevaste valuta

### Nulpuntenergie
Binnen de SOPN bestaat de opvatting dat er zoveel meer kennis beschikbaar is aan wetenschap dan dat wat via de gangbare media aan het grote publiek wordt doorgegeven. De partij richt zich op het toegankelijk maken van ‘vrije energie’ voor iedereen. Achterliggende gedachte is een samenzweringstheorie die handelt over een zogenaamde nulpuntenergie. Alle stroom zou gratis kunnen zijn door het toepassen van deze nulpuntenergie, verkondigt de partij. De techniek daarvoor zou al bestaan, maar zou worden geboycot door oliemaatschappijen en gasbedrijven. In het verkiezingsprogramma wordt nulpuntenergie overigens niet expliciet genoemd.

## Johan Oldenkamp
Lijsttrekker bij de verkiezingen van september 2012 was Johan Oldenkamp (Groningen, 5 november 1966), woonachtig te Zeist. Hij schreef het partijprogramma. Na het vwo studeerde Oldenkamp psychologie. Hij promoveerde op 10 oktober 1996 aan de Rijksuniversiteit Groningen in de bedrijfskunde. Zijn proefschrift ging over dienstroosters in de verpleging: kan de opzet van dienstroosters bijdragen aan betere zorg en aan meer arbeidsvreugde? Oldenkamp bracht het tot lector aan een hogeschool, maar nam ontslag, omdat hij de overtuiging was toegedaan dat het hbo alleen maar draait om geld. Hij bestudeerde de Mayakalender en kwam tot de conclusie dat deze eindigde op 14 juli 2012 en niet op 21 of 23 december 2012, zoals anderen menen. In het weekend van 14 juli 2012 organiseerde Oldenkamp op het landgoed Antropia bij Station Driebergen-Zeist het 'Heelheidsfestival'. Hiermee markeerde hij het begin van wat volgens hem een nieuw tijdperk wordt. Oldenkamp weigert een zorgverzekering af te sluiten, omdat hij bezwaren heeft tegen het systeem dat daarvoor in Nederland geldt: hij zou liever kleinschalige onderlinge verzekeringscoöperaties zien, die niet gebonden zijn aan de farmaceutische industrie. Zijn weigering heeft tot rechtszaken geleid.